# Selezione maschile di rugby a 15 della Martinica
La selezione di rugby XV della Martinica rappresenta il Martinica nel rugby a 15 in ambito internazionale.